# Vangelo secondo Luca
Il Vangelo secondo Luca (in greco: Κατὰ Λουκᾶν εὐαγγέλιον) è uno dei vangeli canonici del Nuovo Testamento ed è suddiviso in 24 capitoli. Narra della vita di Gesù e si apre con le nascite miracolose di Giovanni Battista e di Gesù, per poi descrivere il ministero di quest'ultimo in Galilea, fatto di predicazione, esorcismi e miracoli; dopo aver rivelato ai discepoli la propria natura divina con la trasfigurazione, Gesù si reca a Gerusalemme, dov'è crocifisso e sepolto per poi risorgere, comparire ai suoi discepoli e infine ascendere al cielo.

## Descrizione
L'autore, tradizionalmente identificato con Luca evangelista, è interessato a temi quali l'etica sociale, i diseredati, le donne e altri gruppi oppressi. Alcune storie popolari riguardanti questi temi, come le parabole del figlio prodigo e quella del buon samaritano, si trovano solo in questo vangelo, che pone una enfasi speciale sulla preghiera, le attività dello Spirito Santo e sulla gioia. Secondo Donald Guthrie «è pieno di storie superbe e lascia il lettore con una profonda impressione della personalità e degli insegnamenti di Gesù». L'autore intendeva scrivere un resoconto storico, mettendo in evidenza il significato teologico della storia. Aveva inoltre intenzione di raffigurare la cristianità come divina, rispettabile, rispettosa delle leggi e internazionale. Gli studiosi concordano ampiamente che l'autore del Vangelo secondo Luca scrisse anche gli Atti degli Apostoli.
Secondo gli studiosi credenti contemporanei, l'autore di Luca è probabilmente un gentile cristiano che scrisse intorno all'80-90 circa, utilizzando, come l'autore del Vangelo secondo Matteo, il Vangelo secondo Marco per la propria cronologia e la fonte Q per molti degli insegnamenti di Gesù; è possibile anche che abbia fatto uso di racconti scritti indipendenti. Altri studiosi propendono per una datazione tra gli anni 50-70.

## Composizione

### Autore

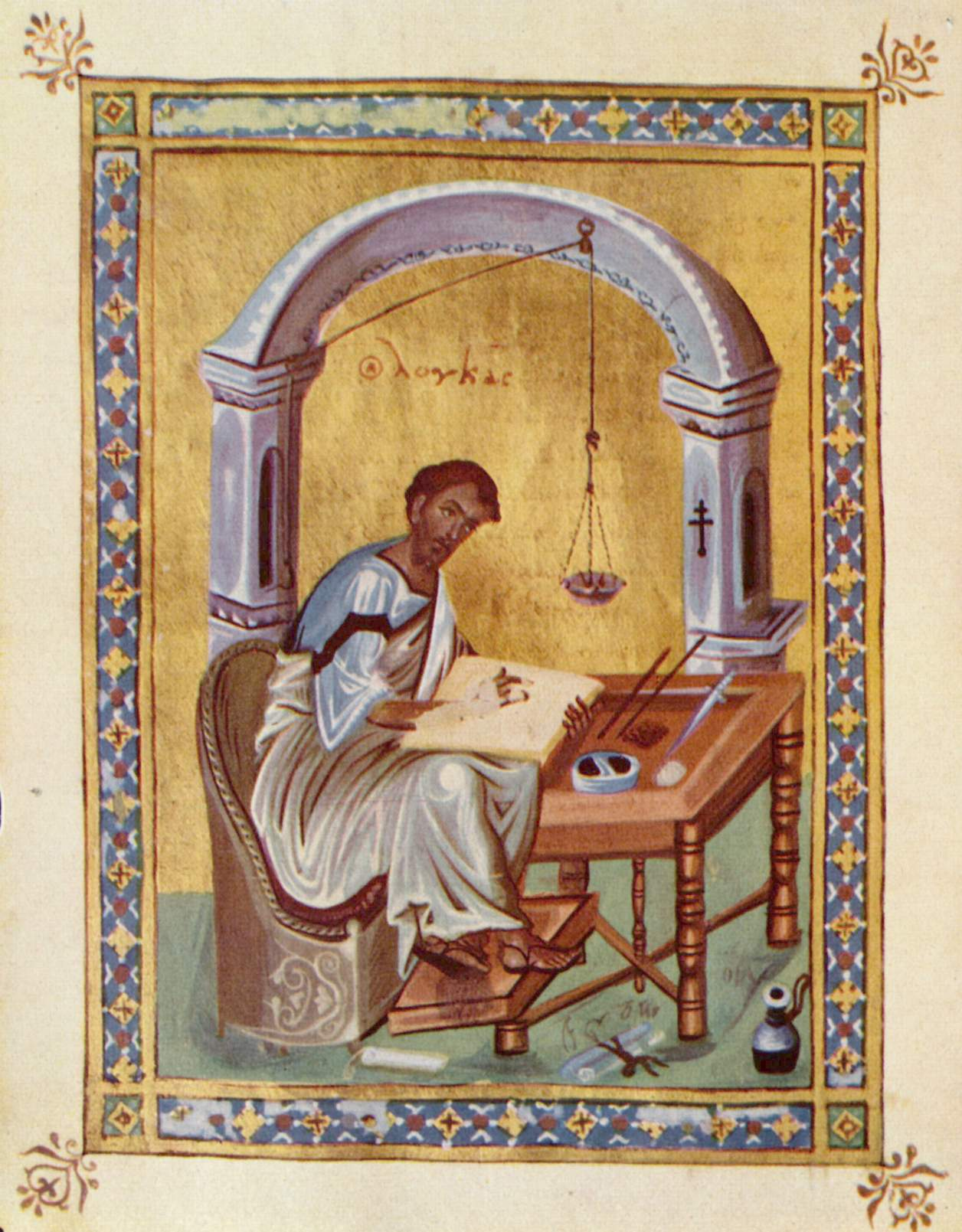
Miniatura del X secolo raffigurante Luca evangelista.

L'autore di questo vangelo, probabilmente un cristiano gentile, non fornisce il suo nome. Le testimonianze della tradizione cristiana primitiva – attestata dal Canone muratoriano e da Ireneo di Lione, Clemente Alessandrino, Origene e Tertulliano – è comunque unanime nell'attribuire il Vangelo secondo Luca e gli Atti degli Apostoli a Luca, compagno di Paolo di Tarso.
Questa attribuzione è stata oggetto di dibattito tra gli studiosi. Secondo i sostenitori dell'attribuzione a Luca,  egli non era una figura di rilievo della prima Chiesa e, se non fosse stato lui l'autore del testo, non ci sarebbe stata ragione di attribuirglielo, se non quello di dare valore al testo, attribuendogli comunque la paternità di un nome conosciuto. Guthrie, quindi, afferma che la versione tradizionale è «ampiamente sostenuta come quella che spiega meglio tutti i dati», «sebbene alcuni studiosi diano poca importanza a questa testimonianza». Raymond Brown, concordemente con altri studiosi, ritiene invece che i vangeli canonici sarebbero di autori ignoti e sottolinea altresì che tali autori non furono neppure testimoni oculari; tale teologo - nel constatare le varie imprecisioni storiche e geografiche del testo lucano - osserva inoltre come "il risultato è una strana combinazione di una conoscenza generale dell'ebraismo con una conoscenza imprecisa dei dettagli, un'indicazione che l'autore difficilmente è cresciuto nel giudaismo o in Palestina". 
C'è invece generale consenso sul fatto che il Vangelo secondo Luca e gli Atti furono scritti dallo stesso autore. La prova più evidente è fornita dalla prefazione dei due libri: entrambi indirizzati a Teofilo, probabilmente il patrono dell'autore. La prefazione degli Atti parla inoltre esplicitamente di un "mio precedente libro" sulla vita di Gesù ed esistono anche somiglianze linguistiche, teologiche e tematiche tra i due lavori, che suggeriscono un autore comune, oltre a presentare riferimenti incrociati tra le due opere.
Il titolo "Vangelo secondo Luca", non presente nel testo originale, deve comunque essergli stato attribuito molto presto; il papiro {\displaystyle {\mathfrak {p}}}75, risalente al 200 circa, presenta l'attribuzione «Secondo Luca». Il manoscritto {\displaystyle {\mathfrak {p}}}4, probabilmente anteriore a {\displaystyle {\mathfrak {p}}}75 non presenta invece ancora tale attribuzione.

### Datazione
La composizione del Vangelo secondo Luca può essere datata tra l'80 e il 90,, anche se esiste un gruppo di studiosi che propende per una datazione anteriore, tra gli anni 60 e 70. Buona parte degli studiosi colloca il terzo vangelo in una data successiva al 70 perché in esso è narrata con estrema precisione la distruzione del Tempio di Gerusalemme e della stessa città. Tuttavia secondo altri autori “non sarebbe degno di una buona critica supporre che una predizione precisa che si è avverata debba essere posteriore all'evento stesso”, e "nessun indizio sicuro obbliga a porre il terzo vangelo dopo il 70, e la stessa cosa si deve dire degli Atti”. 
Donald Guthrie afferma che il vangelo era, con tutta probabilità, molto diffuso prima della fine del I secolo e riconosciuto ampiamente già all'inizio del II secolo, mentre Helmut Koester, che propone comunque una datazione entro il I secolo, sostiene che, ad eccezione di Marcione, «non c'è prova certa del suo uso» prima del 150 circa.
Il terminus ad quem per Luca, cioè la più tarda datazione possibile, può essere definita sulla base delle opere del II secolo che citano o fanno riferimento a Luca: questo vangelo, infatti, ha delle eco nella Didaché, negli scritti gnostici di Basilide e di Valentino, nelle apologie di Giustino, e fu utilizzato da Marcione, oltre ad essere citato da Ireneo di Lione.

#### Dopo il 70
Molti studiosi contemporanei ritengono che l'autore di Luca abbia utilizzato come fonte il Vangelo secondo Marco ("priorità marciana"). Se fosse vero che Marco è stato scritto intorno al 70, anno della distruzione del Tempio di Gerusalemme, Luca non potrebbe quindi essere antecedente a questo episodio. Secondo tale punto di vista, la predizione della distruzione del tempio presente in Luca non può essere riconducibile ad una realizzazione di una previsione di Gesù, ma deve essere il risultato di una conoscenza a posteriori dei fatti; la discussione contenuta in Luca 21,5-30, inoltre, sarebbe così precisa da implicare con forza una data successiva al 70.
Gli studiosi che sostengono la priorità marciana propongono quindi date di composizione di Luca che, partendo dal 70, giungono talvolta sino al 100; il sostegno per una datazione tarda è supportato anche da differenze in cronologia, stile e teologia che suggeriscono che l'autore di Luca/Atti non fosse familiare con la caratteristica teologia di Paolo di Tarso ma invece stesse scrivendo un decennio o più dopo la sua morte, quando si era realizzata già un'armonizzazione significativa tra le differenti tradizioni del cristianesimo primitivo. Inoltre, Luca e Atti hanno cristologia, escatologia e soteriologia che sono simili a quelle presenti nelle lettere pastorali, spesso considerate pseudoepigrafi e di composizione successiva alle lettere paoline di attribuzione certa.
La narrazione della natività di Gesù presente in Luca e Matteo è uno sviluppo successivo nell'elaborazione dei vangeli. È possibile che originariamente Luca iniziasse con 3,1 con Giovanni Battista.
L'eresiarca Marcione di Sinope utilizzò questo vangelo, attorno al 144, al quale apportò diverse modifiche e lo ribattezzò Vangelo del Signore.

#### Prima del 70
Altri studiosi hanno proposto datazioni più basse per la composizione di Luca. Esistono in particolare diverse ragioni per collocare la redazione del Vangelo al periodo della guerra giudaica, fra il 66 e il 70: la persecuzione di Nerone è infatti una cornice più convincenti di situazioni posteriori, così come l'importanza attribuita a Gerusalemme risulterebbe anacronistica in uno scritto più tardo. La stessa predicazione ai pagani descritta negli Atti, scritti dopo il vangelo, pare inoltre essere ancora nella sua fase iniziale.
Una ragione a favore di una datazione ancora più antica, compresa tra il 37 e il 61, è la dedica del vangelo stesso «all'eccellente Teofilo» (kràtistos in greco, appellativo di ossequio con cui ci si rivolgeva ai membri della classe equestre, come egregius), identificato dai alcuni col sommo sacerdote di Israele Teofilo ben Anano, in carica dal 37 al 41.
È stato anche ipotizzato che l'autore di Luca abbia raccolto molto del materiale presente unicamente in questo vangelo durante la prigionia di Paolo di Tarso a Cesarea, mentre Luca evangelista assisteva l'apostolo. La Seconda Lettera ai Corinzi, databile al 54-57, fornisce peraltro la descrizione da parte di Paolo di un discepolo, inviato insieme a Tito con il compito di promuovere una colletta per sostenere la comunità cristiana di Gerusalemme. Paolo afferma: Con lui abbiamo inviato pure il fratello che ha lode in tutte le Chiese a motivo del vangelo; egli è stato designato dalle Chiese come nostro compagno in quest'opera di carità, alla quale ci dedichiamo per la gloria del Signore, e per dimostrare anche l'impulso del nostro cuore. (2 Cor, 8,18-19) Il motivo per cui questo discepolo è lodato in tutte le chiese è dunque il vangelo, qui inteso secondo alcuni studiosi proprio come uno dei primi testi evangelici. Ebbene, il racconto del rientro a Gerusalemme con il denaro della colletta è esposto in prima persona plurale negli Atti degli Apostoli, quindi l'autore degli Atti è un collaboratore di Paolo che prende parte al viaggio. Ciò rende assai probabile che l'autore degli Atti sia proprio il discepolo lodato per il vangelo, dunque verosimilmente proprio Luca.
Un'altra motivazione importante a favore di una datazione prima del 70 riguarda l'assenza, negli Atti degli apostoli, di eventi successivi al 62, come la morte di capi della Chiesa quali Paolo di Tarso e Giacomo il Maggiore o la persecuzione neroniana dell'inizio degli anni 60.
Secondo il biblista francese Jean Carmignac, che analizzò nelle lingue semitiche il problema sinottico, Luca avrebbe composto il Vangelo negli anni 50-53, servendosi di fonti precedenti redatte in ebraico o aramaico.

### Luogo di composizione
In generale, si ritiene che Luca scriva la sua opera in una grande città dell'area mediterranea, forse Roma. La tradizione comunque associa Luca ad Antiochia di Siria, e gli Atti confortano questo dato. Cesarea è un altro dei luoghi proposti per la composizione di questo vangelo.

### Lingua e stile
Il testo è scritto in un greco colto e scorrevole e merita una certa attenzione anche come opera letteraria della grecità. Nei primi due capitoli, relativa al vangelo dell'infanzia, Luca usa una lingua molto vicina allo stile dei Settanta, mentre il resto dell'opera è scritto nel greco della koinè, la lingua comune usata a quel tempo nel Mediterraneo. Ciò ha portato a ravvisare la presenza di semitismi nei primi due capitoli del vangelo, in genere atipici per Luca, tanto che secondo alcuni autori "sembra esservi alla base un testo ebraico".
Luca aveva l'ambizione di trattare da storico la vita di Gesù: per questo riprende lingua e forme della storiografia antica. L'autore, tuttavia, è più un narratore che uno storico. Lo stile narrativo del vangelo si presenta più elaborato di quello degli altri vangeli e rivela una ricerca compositiva sobria ed equilibrata. Per rendere più scorrevole il racconto, Luca evita le semplici frase coordinate tipiche di Marco e ricorre spesso a brevi brani introduttivi e a un maggiore sviluppo delle conclusioni, sia per accentuare le espressioni di stupore che per esprimere lode a Dio. In generale, il greco è molto fluido nella parte relativa ai racconti e ha un andamento più ebraico quando riporta le parole di Gesù.

### Fonti
La maggior parte degli studiosi del Nuovo Testamento sono sostenitori dell'ipotesi delle due fonti, secondo la quale gli autori del Vangelo secondo Matteo e di Luca utilizzarono come fonti il Vangelo secondo Marco e una fonte, ipotetica, dei detti di Gesù, convenzionalmente chiamata fonte Q; questa situazione sarebbe consistente con la dichiarazione, fatta all'inizio del Vangelo secondo Luca, che molti altri avevano già scritto dei vangeli e che l'autore di Luca si basò su di essi nella composizione della sua opera. Inoltre Luca sembra inglobare brani cristiani primitivi, come il Magnificat, in cui Maria loda Dio. Altri brani furono probabilmente aggiunti posteriormente; tale è probabilmente il caso delle narrazioni della natività di Gesù contenute sia in Luca che in Matteo; Luca probabilmente iniziava con i versetti 3,1-7, un secondo prologo, anche se, nei primi due capitoli del vangelo, si è sostenuto che Luca avrebbe potuto avere come fonte la stessa madre di Gesù.
Il Vangelo secondo Marco è più conciso rispetto a Luca e Matteo; fornisce una cronologia di massima per gli altri due vangeli sinottici dal battesimo di Gesù fino alla tomba vuota. L'autore di Luca, però, era un narratore più abile e talvolta riarrangiò gli eventi di Marco per migliorare la storia; ad esempio, secondo Marco Gesù chiama i suoi primi discepoli prima di aver compiuto alcun miracolo, mentre in Luca la chiamata è spostata in modo da avvenire dopo i primi miracoli.
Il vangelo dei detti Q è una fonte ipotetica, che sarebbe andata perduta: doveva contenere molti detti di Gesù ma non aveva alcuna narrazione. Sia Luca che Matteo contengono questi detti, in aggiunta alla narrazione derivata da Marco; in particolare, secondo gli esegeti il Vangelo secondo Luca sarebbe più fedele a Q, sia nella precisione con cui i detti furono riprodotti sia nell'ordine di esposizione. Per di più, i detti di Gesù più difficili o straordinari provenienti da Q sono riportati fedelmente in Luca, mentre in Matteo sono ammorbiditi; ad esempio in Luca Gesù dice che i poveri sono beati, mentre in Matteo i beati sono i "poveri in spirito".
Sebbene la teoria delle due fonti sia quella dominante, esistono anche teorie alternative; ad esempio, Martin Hengel ha suggerito che Luca faccia uso di Matteo, sebbene questa proposta sia controversa.

### Destinatari e finalità
Come nel caso del Vangelo secondo Marco, ma differentemente dal Vangelo secondo Matteo, il Vangelo secondo Luca è destinato ad ascoltatori gentili, cui garantisce che il cristianesimo è una religione internazionale, non una setta esclusivamente ebraica. Le citazioni dall'Antico Testamento sono quindi rare. L'autore espone la propria materia ponendo in una luce positiva le autorità romane; ad esempio, la crocifissione di Gesù è attribuita agli ebrei, mentre il governatore romano Ponzio Pilato non trova nulla di male nell'operato del condannato.
Il vangelo è dedicato al patrono dell'autore, un certo Teofilo, il cui nome in greco significa "amato da Dio" o "che ama Dio", e potrebbe non essere un nome ma un termine generico per un cristiano. Il vangelo è indirizzato ai cristiani o a coloro che già conoscevano il cristianesimo, piuttosto che ad un lettore generico, in quanto all'inizio si dice che il vangelo è stato scritto «perché tu riconosca la certezza delle cose che ti sono state insegnate». (1,3-4).

### Imprecisioni storico-geografiche
Alcuni autorevoli studiosi, anche cristiani, fanno rilevare come Luca non dimostri conoscenza storico-geografica della Palestina di cui scriveva e il teologo Raymond Brown - nel sottolineare le incongruenze storiche presentate da Luca per la Nascita di Gesù in merito alla narrazione del censimento, che "è dubbia su quasi ogni punto, nonostante gli elaborati tentativi degli studiosi per difendere l'accuratezza lucana" - rileva altresì che "uno studio del Vangelo di Luca e degli Atti mostra che Luca aveva delle carenze come storico; per esempio in Atti 5:36 indica Gamaliele, a metà degli anni '30, riferirsi col passato alla rivolta di Teuda che non si è verificata fino ai '40, e poi Luca genera ulteriore confusione facendo riferire a Gamaliele della rivolta guidata da Giuda il Galileo (AD 6) come se venisse dopo la rivolta di Teuda!"; anche in merito ai riti della purificazione tale teologo - così come anche un altro teologo cristiano, Rudolf Bultmann - osserva come Luca non sia stato storicamente corretto e conclude, in merito a tale purificazione, "perché non ammettere semplicemente che Luca si confuse su questo punto, come nel censimento? Io ritengo tali inesattezze essere una prova del fatto che Luca non era cresciuto nell'ebraismo o in Palestina". Anche geograficamente il Vangelo secondo Luca presenta delle lacune come ad esempio in Lc17,11, che riporta come Gesù scendendo verso Gerusalemme (che è in Giudea) attraversa prima la Samaria e poi la Galilea mentre invece si deve attraversare prima la Galilea e solo dopo la Samaria,  oppure in Lc4,28-30, dove si descrive Nazaret situata su un monte mentre in realtà è in zona pianeggiante e con dislivelli di scarsa pendenza. Gli esegeti dell'interconfessionale Bibbia TOB sottolineano, in merito, come spesso l'autore del Vangelo secondo Luca dimostri una "mancanza di familiarità con la geografia della Palestina e con diversi usi di questo paese" e, nei resoconti sulla vita di Gesù, "talvolta rivela una profonda indifferenza per la loro cronologia (4,16-30; 5,1-11; 24,51) o per la loro collocazione topografica (10,13-15; 13,34-35; 24,36-49)".

## Manoscritti
I più antichi manoscritti del Vangelo secondo Luca sono tre ampii frammenti di papiro datati tra il tardo II e l'inizio del III secolo. Il {\displaystyle {\mathfrak {p}}}4 è probabilmente il più antico, risalendo alla fine del II secolo; contiene i brani 1,58-59, 1,62-2,1,6-7, 3,8-4,2,29-32,34-35, 5,3-8, 5,30-6,16. Il {\displaystyle {\mathfrak {p}}}75 risale al tardo II secolo/inizi del III secolo, e contiene 3:18-4:2, 4:34-5:10, 5:37-18:18 e 22:4-24:53, oltre che alcuni brani del Vangelo secondo Giovanni. Il {\displaystyle {\mathfrak {p}}}45, risalente alla metà del III secolo, contiene ampie porzioni di tutti e quattro i vangeli canonici. Oltre a questi quattro papiri, ci sono altri sei papiri ({\displaystyle {\mathfrak {p}}}3, {\displaystyle {\mathfrak {p}}}7, {\displaystyle {\mathfrak {p}}}42, {\displaystyle {\mathfrak {p}}}69, {\displaystyle {\mathfrak {p}}}82 e {\displaystyle {\mathfrak {p}}}97), risalenti tra il III e l'VIII secolo, che presentano alcuni brevi brani di Luca. Le copie più antiche di Luca e degli Atti degli Apostoli risalgono ad un periodo successivo alla separazione delle due opere.
Il Codex Sinaiticus e il Codex Vaticanus sono codici del IV secolo della Bibbia in greco, e sono i più antichi a contenere Luca. Il Codex Bezae è un manoscritto del V o VI secolo del tipo testuale occidentale, che contiene Luca in greco e latino sulle due pagine opposte. Questo tipo testuale pare essere derivato dalla tradizione manoscritta principale, e differisce da questa in diversi punti. I versetti 22,19–20 sono omessi solo dal Codex Bezae e da alcuni manoscritti in latino; quasi tutti gli altri manoscritti, inclusi il Sinaiticus e il Vaticanus, riportano la lezione "lunga" di Luca 22,19-20; l'importanza di questa tradizione deriva dal fatto che il versetto 22,20, molto simile alla Prima lettera ai Corinzi 11,25, rappresenta l'unico sostegno presente nei vangeli per la dottrina della Nuova alleanza. I versetti 22,43–44 sono presenti nei tipi testuali occidentali, ma sono omessi da diversi antichi manoscritti e sono dunque segnalati nelle traduzioni moderne.

## Contenuto

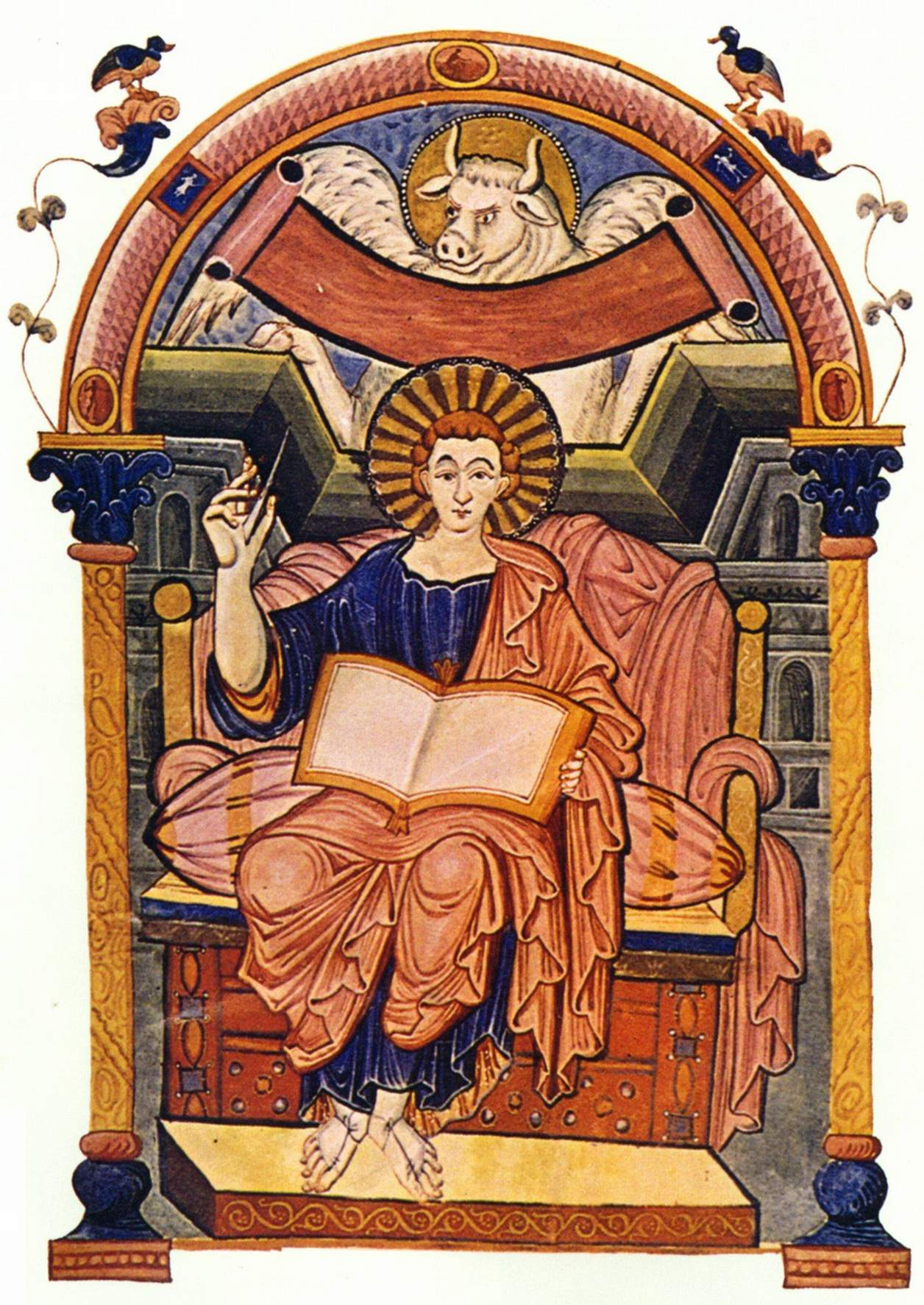
Immagine di Luca in un antico manoscritto del vangelo stesso.

Il Vangelo dal punto di vista narrativo è più approfondito rispetto agli altri tre: è l'unico che riporta con molti dettagli gli avvenimenti che riguardano Maria, Giovanni e Giuseppe prima e durante la nascita di Gesù ed è il solo Vangelo che riporta l'unico episodio conosciuto che riguarda Gesù prima che compisse trent'anni: la sua prima visita al Tempio di Gerusalemme. I primi capitoli del Vangelo secondo Luca sono infatti noti come il Vangelo dell'Infanzia.
Il Vangelo dell'infanzia contiene, inoltre, tre preghiere: il Magnificat, il Benedictus ed il Nunc dimittis.
Anche il corpo centrale del vangelo, in cui Luca narra del viaggio di Gesù dalla Galilea a Gerusalemme 9,51-18,14, non trova riscontri negli altri vangeli.
Luca dedica inoltre una particolare attenzione alle donne. La narrazione della nascita di Gesù è, ad esempio, raccontata dal punto di vista di Maria e sono frequenti i ritratti di figure femminili come Marta, Maria e la Maddalena.

## Teologia
Dal punto di vista dottrinale il Vangelo secondo Luca sottolinea, con dei racconti teologici dei segni, la misericordia, la dolcezza e la bontà di Gesù.
I temi ricorrenti del vangelo lucano sono infatti la condanna delle ricchezze, il valore della povertà ed un richiamo continuo all'azione dello Spirito Santo, che trova ampio spazio anche negli Atti degli apostoli.
Anche l'aspettativa escatologica, presente negli altri vangeli, in Luca assume connotati storici, nel senso che il tempo messianico della salvezza ed il Regno dei cieli trovano nella figura di Gesù piena realizzazione.

### Riferimenti
1. 1 2  Harris.
2. ↑  Guthrie, p. 105.
3. ↑  Guthrie, p. 102.
4. ↑  N. B. Stonehouse, The Witness of Luke to Christ (1951), pp. 24-45; H. J. Cadbury, The Beginnings of Christianity II, 1922, pp. 489-510; R. Bauckham, Jesus and the Eyewitnesses (Eerdmans, 2006).
5. ↑  Guthrie, p. 107.
6. 1 2  Udo Schnelle, The History and Theology of the New Testament Writings, p. 259.
7. 1 2 3  Harris, "The Gospels", pp. 266-268.
8. 1 2 3  
«[...] il vangelo di Marco è ancora il Vangelo che ha il carattere più nettamente storico [...]. Gli altri due sinottici sono composizioni posteriori che accolgono come piano la disposizione di Marco e vi inseriscono una quantità di parabole e di insegnamenti [...] che Marco non contiene e che è in gran parte comune ai due Vangeli [...]. Siccome dal confronto [...] si può escludere quasi con certezza che l'uno sia stato utilizzato dall'altro e d'altra parte la concordanza nell'elemento comune è tale che non può essere ricondotta soltanto all'uso della stessa tradizione orale, ma [...] all'uso d'una fonte scritta comune, così si è dovuto assumere che entrambi si siano serviti di una fonte comune designata ordinariamente con Q [...], contenente una raccolta di detti [...].»
(Martinetti, Piero. Gesù Cristo e il cristianesimo, 2013, Castelvecchi editore, ISBN 978-88-68266-98-1.)
9. ↑  Funk, Robert W., Roy W. Hoover, and the Jesus Seminar. The five gospels. HarperSanFrancisco. 1993. "Introduction," p 1-30.
10. 1 2  (EN)  E.E. Ellis, The Gospel of Luke, 1974, Londra, New Century Bible.
11. 1 2  J. Dupont, Bible de Jerusalem, 1973, p.1567
12. 1 2 3 4 5 6 7 8  Léopold Sabourin, Il vangelo di Luca, 1985.
13. 1 2  A. Harnack, The Date of Acts and the Synoptic Gospels (1911), p. 90; I. H. Marshall, Luke, p. 35 (1974); A. J. Mattill Jr., ‘The Date and Purpose of Luke-Acts: Rackham reconsidered, in Catholic Biblical Quarterly 40 (1978), pp. 335-350.
14. 1 2  (EN) D.A. Carson, Moo, Dougals J., 4, in An introduction to the New Testament, Morris, Leon, Grand Rapids, MI, Zondervan, 1992,  p. 116, ISBN 0-310-51940-3.
15. ↑  Guthrie, pp. 37-40.
16. 1 2 3  William Barclay, The Gospel of Luke, 1975.
17. ↑  Donald Guthrie, New Testament Introduction, Leicester, England, Apollos, 1990, p.119.
18. ↑  Idem, p.114.
19. ↑  Raymond E. Brown, The Birth of the Messiah, Doubleday, 1993, pp. 27, 573, ISBN 0-385-47202-1.
20. ↑  Bart Ehrman, Jesus apocalyptic prophet of the new millennium, Oxford University Press, 1999, pp. 41-48, ISBN 978-0-19-512474-3.
21. ↑  Raymond E. Brown, The Birth of the Messiah, Doubleday, 1993, pp. 448-449, ISBN 0-385-47202-1.
22. ↑  Per la linguistica si veda A. Kenny, A Stylometric Study of the New Testament (1986).
23. ↑  F. F. Bruce, The Acts of the Apostles (1952), p. 2.
24. ↑  Gospel of Luke at EarlyChristianWritings.com
25. ↑  Gregory, A. (2003) The Reception of Luke and Acts in the Period Before Irenaeus, Mohr Siebeck, ISBN 3-16-148086-4 p.28
26. 1 2  Albertus Frederik Johannes Klijn, Luke in An introduction to the New Testament, 1967.
27. ↑  Treccani.it, [Luca (gr. Λουκᾶς, lat. Lucas), santo http://www.treccani.it/enciclopedia/santo-luca/.]
28. ↑  Tra questi, Sabourin (Léopold Sabourin, Il vangelo di Luca, 1985.)
29. ↑  Guthrie, p. 125.
30. ↑  Helmut Koester, From Jesus to the Gospels: interpreting the New Testament in its context, 2007.
31. ↑  Koester, p. 334.
32. ↑  Guthrie, pp. 125-126.
33. ↑  Koester, p. 336.
34. ↑   Lc 21,5-30, su La Parola - La Sacra Bibbia in italiano in Internet.
35. 1 2  "Matthew, Gospel acc. to St." Cross, F. L., ed. The Oxford Dictionary of the Christian church. New York: Oxford University Press. 2005
36. ↑  Brown, p. 24.
37. ↑  Brown, p. 29.
38. ↑  Brown, p. 27
39. 1 2 3  Funk 1998, "Birth & Infancy Stories" p. 497-526.
40. ↑   Lc 3,1, su La Parola - La Sacra Bibbia in italiano in Internet.
41. ↑  Guthrie, p. 131.
42. ↑   2Cor 8,18-19, su La Parola - La Sacra Bibbia in italiano in Internet.
43. ↑  J. M. Garcia, Il protagonista della storia. Nascita e natura del cristianesimo, BUR, Milano, 2008, pp. 55-61.
44. ↑  Jean Carmignac, Nascita dei Vangeli sinottici, San Paolo, Cinisello Balsamo (Milano), 1986.
45. 1 2  Gerd Theissen, Il Nuovo Testamento, Carocci, 2002.
46. ↑  Eric Franklin, Luke in The Gospels - The Oxford Bible Commentary, 2010.
47. ↑  Joseph Ratzinger, "L'infanzia di Gesù, Rizzoli 2012, p. 24
48. 1 2  Funk, 1998, "Luke," pp. 267-364.
49. ↑  Funk, 1998, "Birth & Infancy Stories", pp. 497-526.
50. ↑   Lc 3,1-7, su La Parola - La Sacra Bibbia in italiano in Internet.
51. ↑  Funk, 1998, "The Sayings Gospel Q", p. 41.
52. ↑  Funk, 1998, "Matthew," pp. 129-270.
53. ↑  Martin Hengel. 2000. The Four Gospels and the One Gospel of Jesus Christ: An Investigation of the Collection and Origin of the Canonical Gospels. Traduzione J. Bowden. London and Harrisburg: SCM and Trinity Press International. Pp. 169-207.
54. ↑  William Arndt, Walter Bauer, Frederick W. Danker (eds.), A Greek-English Lexicon of the New Testament and Other Early Christian Literature, seconda edizione, 1958, p. 358.
55. ↑   Lc 1,3-4, su La Parola - La Sacra Bibbia in italiano in Internet.
56. ↑  Raymond E. Brown, The Birth of the Messiah, Doubleday, 1993, pp. 239, 395, 413, 447-449, 550-552, 666-668, 682-683, ISBN 0-385-47202-1.
57. ↑   Lc2,1-7, su laparola.net..
58. ↑  Cfr anche: Bibbia di Gerusalemme, EDB, 2011, p. 2596, ISBN 978-88-10-82031-5.
59. ↑   Lc2,22-39, su laparola.net..
60. ↑  Rudolf Bultmann, History of the Synoptic Tradition, Hendrickson Publisher, 1963, p. 299, ISBN 1-56563-041-6.
61. ↑   Lc17,11, su La Parola - La Sacra Bibbia in italiano in Internet.
62. ↑  Durante il viaggio verso Gerusalemme, Gesù attraversò la Samaria e la Galilea.
63. ↑  Cfr: Adriana Destro e Mauro Pesce, Il racconto e la scrittura. Introduzione alla lettura dei vangeli, Carocci Editore, 2014, pp. 151-152, ISBN 978-88-430-7411-2; Bibbia TOB, Elle Di Ci Leumann, 1997, p. 2381, ISBN 88-01-10612-2.
64. ↑   Lc4,28-30, su La Parola - La Sacra Bibbia in italiano in Internet.
65. ↑  All'udire queste cose, tutti nella sinagoga furono pieni di sdegno; si levarono, lo cacciarono fuori della città e lo condussero fin sul ciglio del monte sul quale la loro città era situata, per gettarlo giù dal precipizio. Ma egli, passando in mezzo a loro, se ne andò.
66. ↑  Bibbia TOB, Elle Di Ci Leumann, 1997, pp. 2316-2317, ISBN 88-01-10612-2.
67. ↑  Gregory (2003), pp. 27, 30.
68. ↑   Lc 1,58-59, su La Parola - La Sacra Bibbia in italiano in Internet.
69. ↑   Lc 1,62-2,1,6-7, su La Parola - La Sacra Bibbia in italiano in Internet.
70. ↑   Lc 3,8-4,2,29-32,34-35, su La Parola - La Sacra Bibbia in italiano in Internet.
71. ↑   Lc 5,3-8, su La Parola - La Sacra Bibbia in italiano in Internet.
72. ↑   Lc 5,30-6,16, su La Parola - La Sacra Bibbia in italiano in Internet.
73. ↑   Lc 3:18-4:2, su La Parola - La Sacra Bibbia in italiano in Internet.
74. ↑   Lc 4:34-5:10, su La Parola - La Sacra Bibbia in italiano in Internet.
75. ↑   Lc 5:37-18:18, su La Parola - La Sacra Bibbia in italiano in Internet.
76. ↑   Lc 22:4-24:53, su La Parola - La Sacra Bibbia in italiano in Internet.
77. ↑  Complete List of Greek NT Papyri
78. ↑  Willker ultimo aggiornamento Marzo 2016].
79. ↑   Lc 22,19–20, su La Parola - La Sacra Bibbia in italiano in Internet.
80. ↑   1Cor 11,25, su La Parola - La Sacra Bibbia in italiano in Internet.
81. ↑   Lc 22,43–44, su La Parola - La Sacra Bibbia in italiano in Internet.
82. ↑   Lc 9,51-18,14, su La Parola - La Sacra Bibbia in italiano in Internet.